# Riva presso Chieri
Riva presso Chieri is een gemeente in de Italiaanse provincie Turijn (regio Piëmont) en telt 3849 inwoners (31-12-2004). De oppervlakte bedraagt 35,8 km², de bevolkingsdichtheid is 108 inwoners per km².

## Demografie
Riva presso Chieri telt ongeveer 1451 huishoudens. Het aantal inwoners steeg in de periode 1991-2001 met 7,6% volgens cijfers uit de tienjaarlijkse volkstellingen van ISTAT.
| Jaar | Inwoneraantal |
| ---- | ------------- |
| 1991 | 3563          |
| 2001 | 3833          |

## Geografie
Riva presso Chieri grenst aan de volgende gemeenten: Chieri, Arignano, Mombello di Torino, Moriondo Torinese, Buttigliera d'Asti (AT), Villanova d'Asti (AT), Poirino.
1. ↑  https://demo.istat.it/?l=it.